# Rhynchosia pulchra
Rhynchosia pulchra là một loài thực vật có hoa trong họ Đậu. Loài này được (Vatke) Harms miêu tả khoa học đầu tiên.